# Dominique aux Jeux du Commonwealth
La Dominique participe aux Jeux du Commonwealth depuis les Jeux de 1958 à Cardiff. Le pays ne participe initialement que de manière ponctuelle, mais a pris part à tous les Jeux depuis 1994. Les Dominiquais ont pris part aux épreuves d'athlétisme, de boxe, d'escrime (en 1970), d'haltérophilie, de squash et de tennis de table, mais n'ont encore jamais remporté de médaille. 